# Vladímir Belov
Vladímir Belov (nascut el 6 d'agost de 1984) és un jugador d'escacs rus, que té el títol de Gran Mestre des de 2003.
Tot i que roman inactiu des del febrer de 2018, a la llista d'Elo de la FIDE del maig de 2020, hi tenia un Elo de 2598 punts, cosa que en feia el jugador número 48 de Rússia. El seu màxim Elo va ser de 2641 punts, a la llista de novembre de 2010 (posició 110 al rànquing mundial).

## Resultats destacats en competició
Els anys 2004 i 2007 es proclamà campió de Moscou.
El 2003 va empatar als llocs 3r–10è amb Mikhail Ulibin, Alexei Kornev, Farrukh Amonatov, Alexey Kim, Oleksandr Aresxenko, Andrey Shariyazdanov i Spartak Vysochin a l'obert 300 de Sant Petersburg. El nadal de 2004 va guanyar el prestigiós torneig d'escacs de Hastings.